# Vierpunkt-Marienkäfer

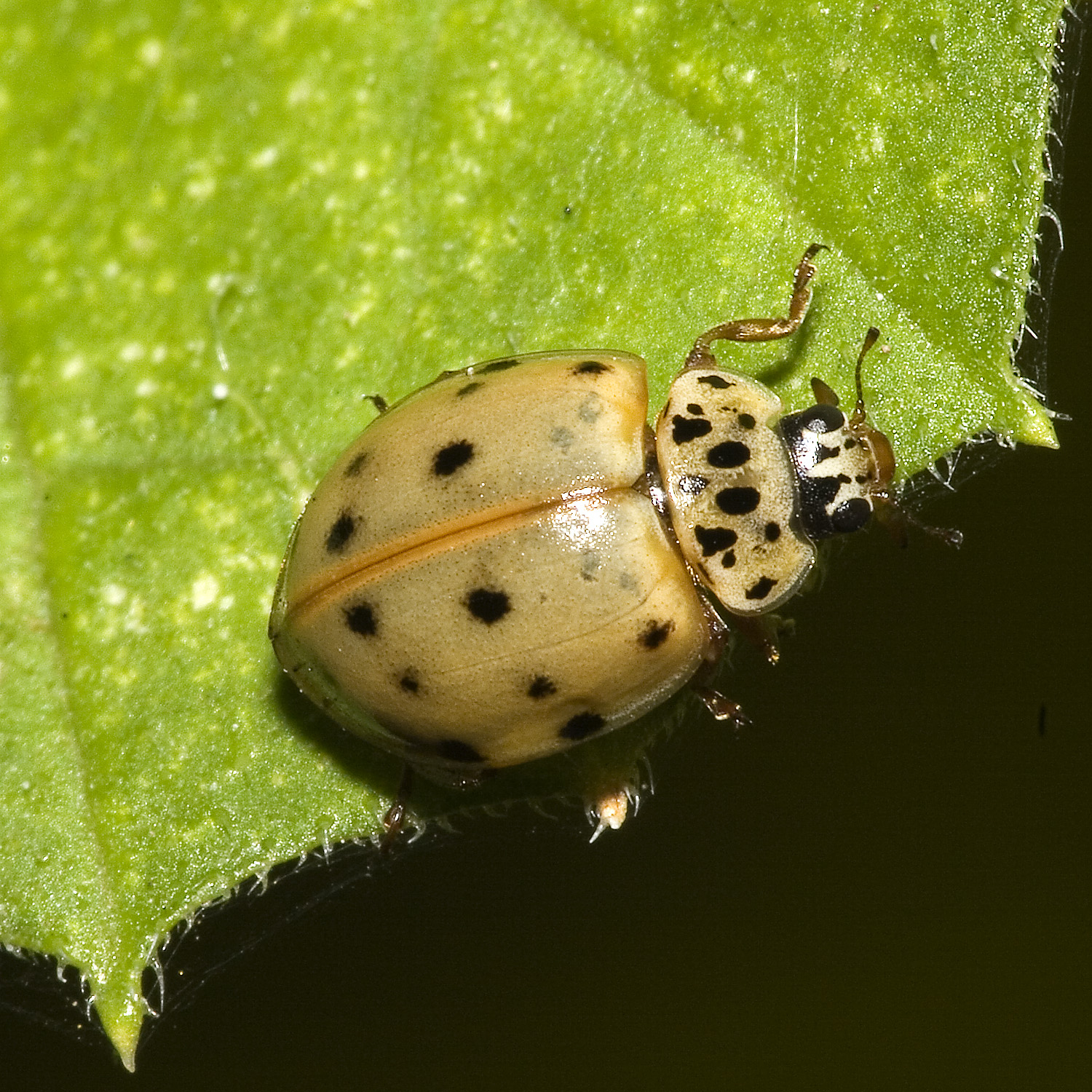
Gelbe Form

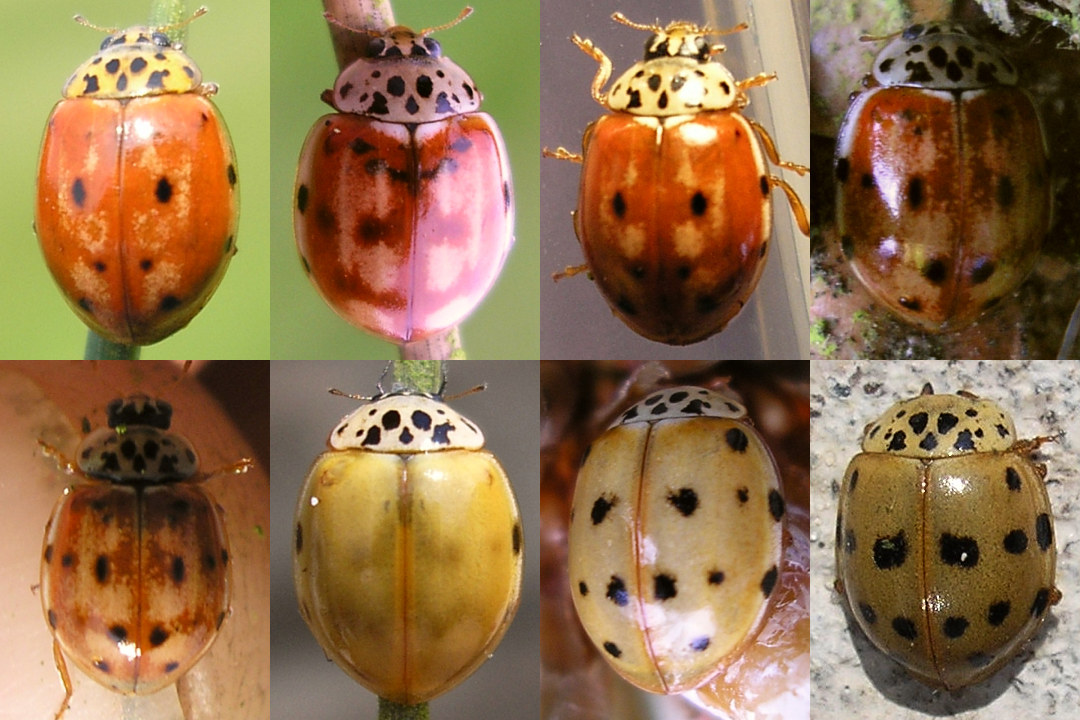
Farbmorphen

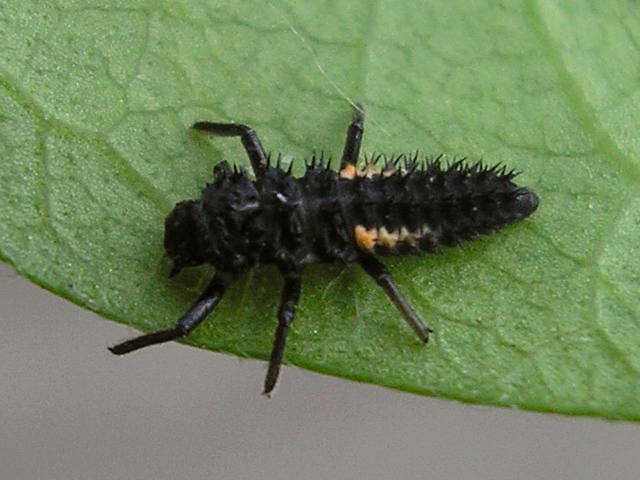
Larve

Der Vierpunkt-Marienkäfer oder Kopf-Vierpunkt-Marienkäfer (Harmonia quadripunctata) ist ein Käfer aus der Familie der Marienkäfer (Coccinellidae).

## Merkmale
Die Käfer werden 5,5 bis sechs Millimeter lang. Sie sind gelblich oder hellrot gefärbt und haben je acht schwarze oder helle Punkte mit weiteren schwarzen, oft nur undeutlich zu erkennenden kleineren Punkten auf den Deckflügeln (Elytren). Zusätzlich sind helle Striche zwischen den Punkten verteilt. Ihren Namen haben die Käfer von den auf dem hellen Halsschild sichtbaren vier großen schwarzen Punkten, die manchmal zu Linien zusammenwachsen. Daneben finden sich weitere kleine schwarze Punkte. Die Punktierung der Flügeldecken ist variabel, die Punkte können miteinander verschmelzen oder völlig fehlen. Die maximale Anzahl der Punkte beträgt acht pro Elytre.

## Vorkommen
Die Tiere kommen in Kiefernwäldern (von der Tiefebene bis ins Hügelland) vom südlichen Nordeuropa bis Südeuropa vor. Auf den Britischen Inseln ist der Vierpunkt-Marienkäfer nur vereinzelt anzutreffen. In Kleinasien ist die Art ebenfalls beheimatet.

## Lebensweise
Der Vierpunkt-Marienkäfer jagt verschiedene Arten von Blattläusen wie z. B. Pineus pini und Cinara pilicornis. Die Käfer sind oft an künstlichen Lichtquellen zu finden. Sie sitzen vor allem auf Kiefern und überwintern in Gesellschaften unter der Rinde von verschiedenen Laub- und Nadelbäumen wie Kiefern und Pappeln.